# کلروتیدین ۵-مونوفسفات
کلروتیدین ۵-مونوفسفات (به انگلیسی: Orotidine 5'-monophosphate) با فرمول شیمیایی C۱۰H۱۳N۲O۱۱P یک ترکیب شیمیایی با شناسه پاب‌کم ۹۶۸ است. که جرم مولی آن 368.191 g/mol می‌باشد.